# Fall River Rovers
Az Egyesült Államok egyik legkorábban létrehozott labdarúgó egyesületét 1884-ben Fall River Rovers néven alapították. Rövid pályafutásuk alatt számos trófeával büszkélkedhetnek.

## Története
A 19. század végén Fall River gazdaságilag az Egyesült Államok egyik legfejlettebb régiójaként volt számon tartva a helyi textiliparnak köszönhetően.

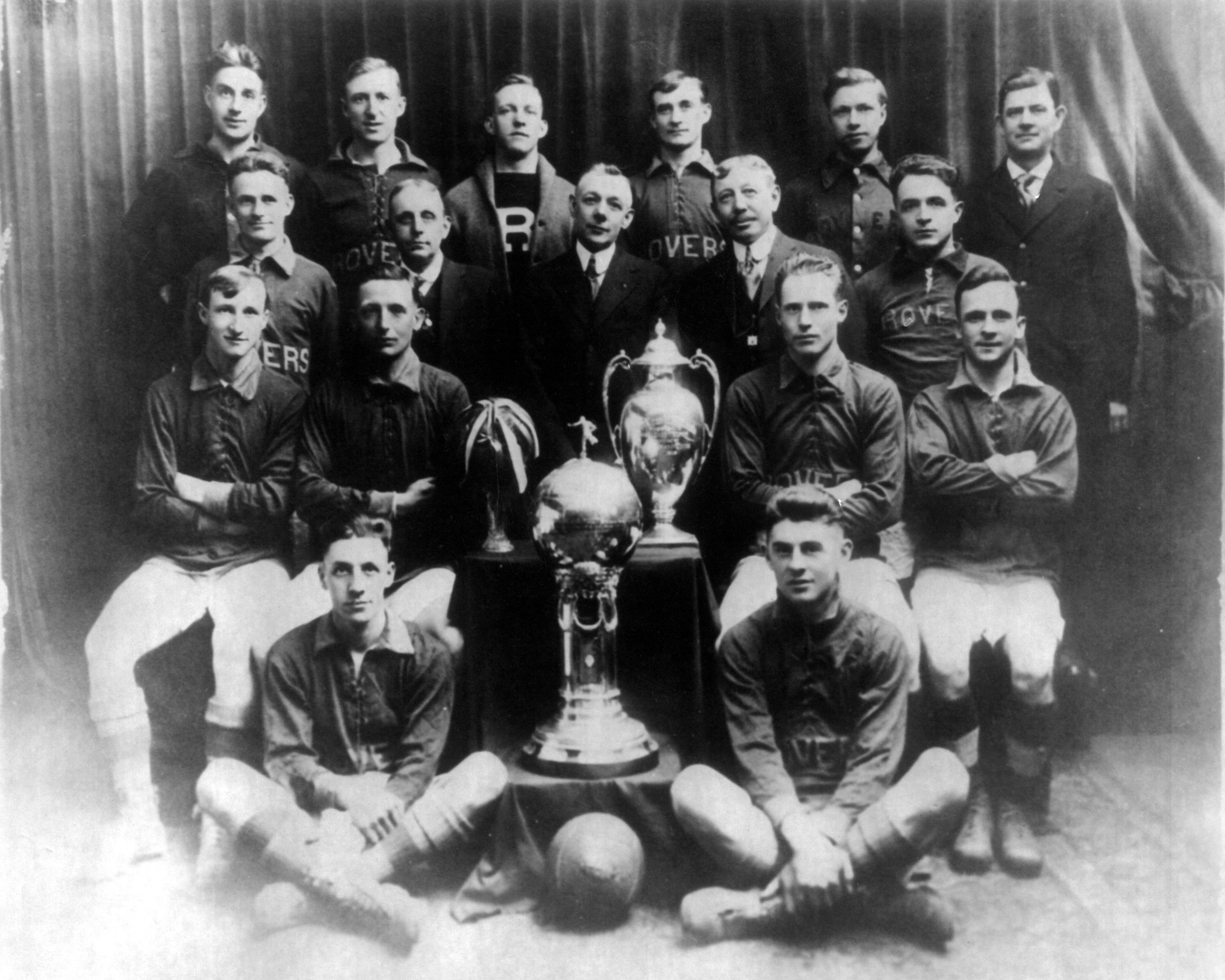
Az 1917-es kupagyőztes együttes

A labdarúgás nagy népszerűségnek örvendett és a kis városban több csapat is a szárnyait bontogatta. Közéjük tartozott a Rovers együttese is, akik 1884 februárjában alakultak.
Először amatőr rendezvényeken szerepeltek, ahonnan két kupagyőzelmet is abszolváltak 1888-ban és 1889-ben. 1915-től vettek részt az SNESL bajnokság küzdelmeiben, de első igazi sikerüket az National Challenge Cup 1917-es kiírásában szerezték, amikor magabiztosan meneteltek a döntőig, ahol az akkoriban verhetetlen csapatnak vélt Bethlehem Steel együttesét 1-0 arányban győzték le.
1921-ben az újonnan alakult ASL-be Fall River a nagyobb sikerek érdekében egy egyesített klubot hozott létre a helyi csapatokból, és a Rovers csapata is beleolvadt a Fall River United egyesületébe.

## Sikerei
- 2-szeres SNESL bajnok: 1917, 1921
- 1-szeres National Challenge Cup győztes: 1917

## Híres játékosok
- Chick Albin
- Frank Booth
- Ralph Caraffi
- Neil Clarke
- Francis Higgins
- Thomas Swords